# Mariano Robles Romero-Robledo
Mariano Robles Romero-Robledo (Madrid, 1910 - id., 25 de junio de 1976) fue un político y militar español. Durante la II República formó parte del Partido Republicano Conservador y combatió con el bando sublevado durante la Guerra Civil. Posteriormente se distanció del régimen franquista y se involucró en la defensa de numerosos opositores a las dictaduras franquista y salazarista de Portugal, siendo miembro fundador del Partido Socialista del Interior en 1968.
Mariano Robles Romero-Robledo se licenció en Derecho y, durante la II República, se integró en el Partido Republicano Conservador de Miguel Maura, de cuyas juventudes fue dirigente. En 1936 resultó elegido como compromisario para la elección del Presidente de la República por la circunscripción de Madrid capital.
Al estallar la Guerra Civil, tomó partido por el bando sublevado, en el que luchó como piloto de aviación, alcanzando el grado de comandante. En 1958 abandonó la carrera militar para trabajar como piloto comercial en Iberia. Sin embargo, dejó su trabajo como piloto para ejercer como abogado. Tras el asesinato del general Humberto Delgado en España a manos de la policía política portuguesa en 1965, defendió junto con el abogado Jaime Cortezo a la familia del célebre opositor portugués. En 1974, escribió, junto con el periodista José Antonio Novais Asesinato de un héroe. General Humberto Delgado, en el que narró la vida y asesinato del opositor portugués, destacando la independencia y profesionalidad con la que actuaron la Judicatura y Policía españolas.
En España, defendió a numerosos opositores a la dictadura franquista, como Marcelino Camacho, ante el Tribunal de Orden Público, integrándose a su vez en las filas del antifranquismo. Fue uno de los fundadores y primer vicepresidente del Partido Socialista del Interior (primer nombre del Partido Socialista Popular), liderado por Enrique Tierno Galván. 

## Obras
Mariano Robles Romero-Robledo y José Antonio Novais: Asesinato de un héroe. General Humberto Delgado. Madrid: Ediciones Sedmay, 1974.